# ياسوهيرو يوشيدا
ياسوهيرو يوشيدا (باليابانية: 吉田 康弘) (14 يوليو 1969 في هيروشيما في اليابان – )؛ هو لاعب كرة قدم ياباني سابق كان يلعب كلاعب وسط.

## وصلات خارجية
- ياسوهيرو يوشيدا على موقع رابطة كرة القدم اليابانية للمحترفين (اليابانية)
- ياسوهيرو يوشيدا على موقع قاعدة بيانات كرة القدم.إي يو (الإنجليزية)
- ياسوهيرو يوشيدا على موقع ناشيونال فوتبول تيمز (الإنجليزية)
- ياسوهيرو يوشيدا على موقع Soccerway.com (الإنجليزية)
- ياسوهيرو يوشيدا على موقع عالم كرة القدم.نت (الإنجليزية)